# جرارد مک‌کارتی
جرارد مک‌کارتی (انگلیسی: Gerard McCarthy؛ زادهٔ ۳۱ مارس ۱۹۸۱) بازیگر اهل ایرلند شمالی است. او در سال ۲۰۲۲ فاش کرد که جنسیت غیردوگانه دارد.
از فیلم‌ها یا برنامه‌های تلویزیونی که وی در آن نقش داشته‌است، می‌توان به سقوط، وایکینگ‌ها، تایتانیک: خون و فولاد و هالیوکس اشاره کرد.